# Björndammen

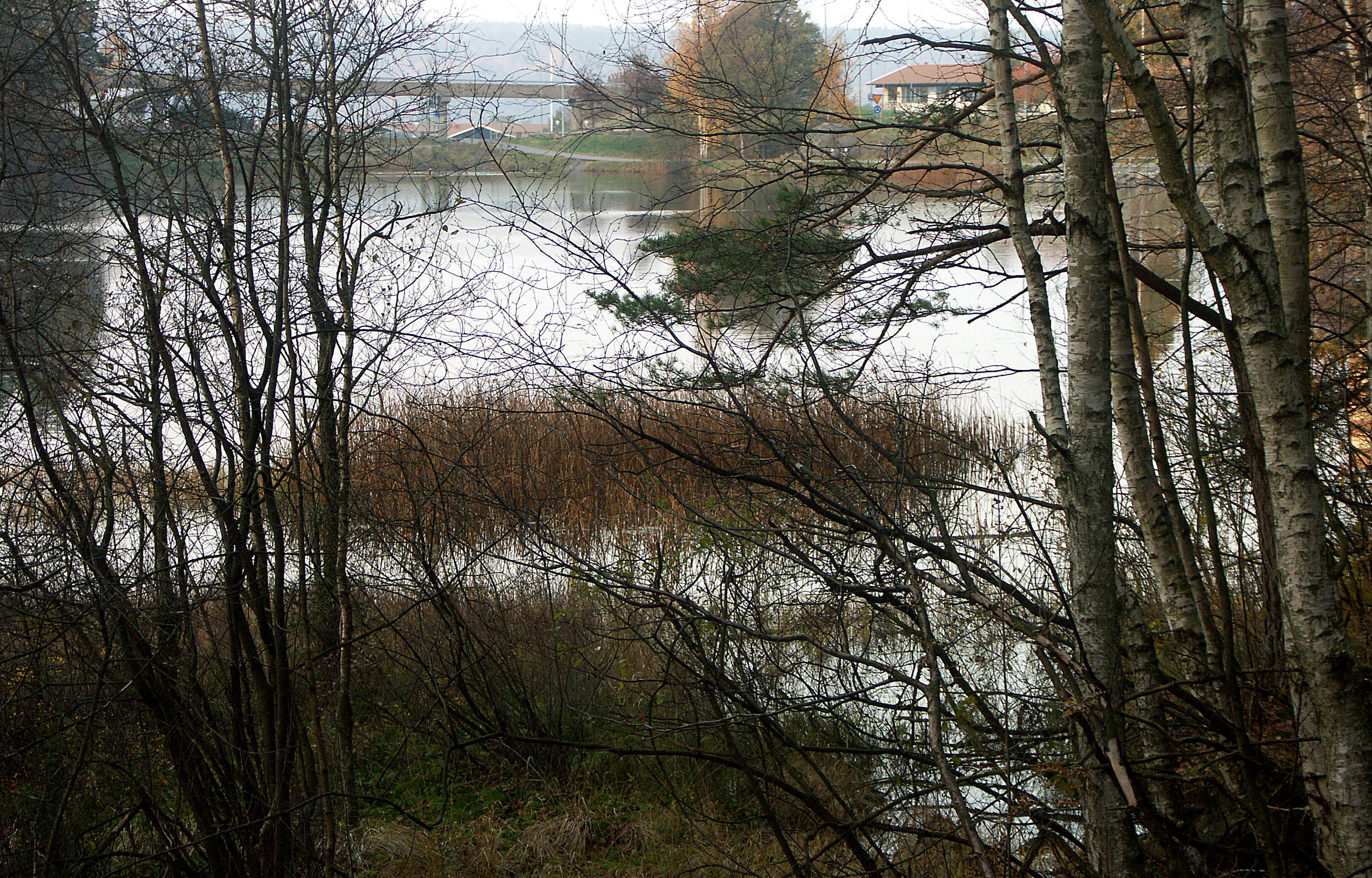
Dammen med bebyggelsen skymtande i bakgrunden

Björndammen är en stadsdel i Partille kommun som beläget vid dammen med samma namn.

## Bostadsområde

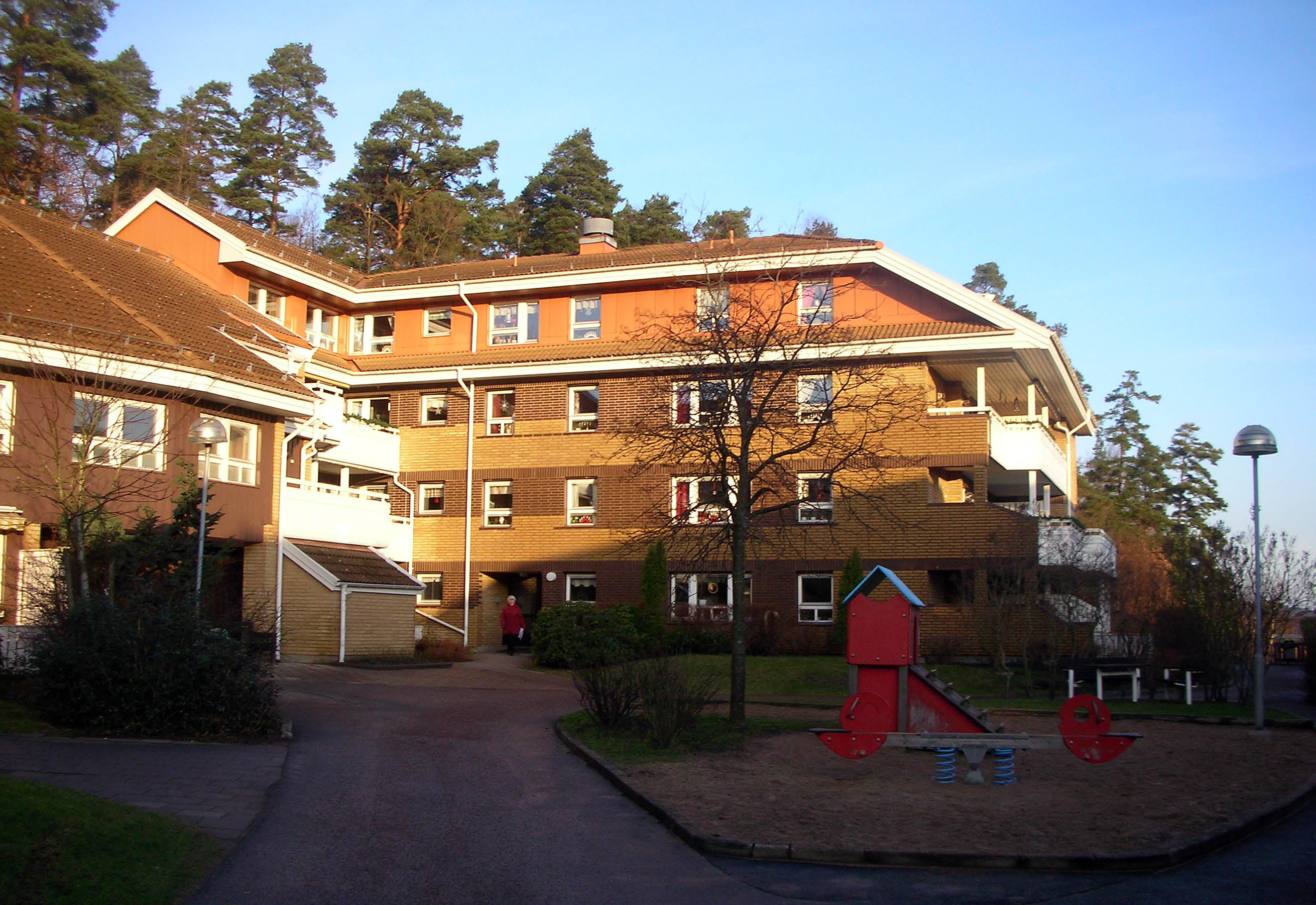
Bostadsbebyggelse på Björndammsterrassen

Bostadsområdet är uppdelat på två delar, övre och nedre Björndammen. I den övre hittar man gatuadresser med namnen Nämndemansvägen, Domarevägen och Bisittarevägen. I den nedre delen finner man Hålldammsvägen, Krondammsvägen, Fångdammsvägen m.fl. Bostäderna utgörs av nyrenoverade tegelhus som är två till tre våningar höga. Teglet är dock dolt under färgad fasad som på husens långsidor utgörs av plåt och på kortsidorna cement. Om man bor längst ner har man alltid tillgång till 1-2 uteplatser. Bor man däremot 1-2 trappor upp har man i regel en balkong. Lägenheterna finns i storlekarna 1:or till 5:or.

## Sport
En skateboardramp låg i Björndammen och 1995 hölls VM-tävlingar i rampen. På den tiden var den en av Sveriges största och den amerikanska skateboardåkaren Tony Hawk vann VM i den. Rampen har tagits bort men på grund av klagomål har det kommit nya idéer att bygga en ny ramp. Andra idrottsverksamheter finns också representerade. Ett exempel är Björndammens Bollklubb, bildad 1972 av Bror Svensson och som blev synonymt med klubbens framgångsrika 64-lag mellan åren 1974-82 och Friskis och Svettis hade också  lokaler i centret. Här finns också en simhall. IBK Björndammen var en av pionjärföreningarna inom Göteborgs Innebandyförbund, GIBF. Föreningens starke man, William R Killander, var mycket aktiv även i GIBF, som bildades i Partille 1985. Föreningen gick så småningom upp i Partille IBS.
I dammen finns möjligheter att fiska då bland annat regnbåge är inplanterad.

## Utbildning

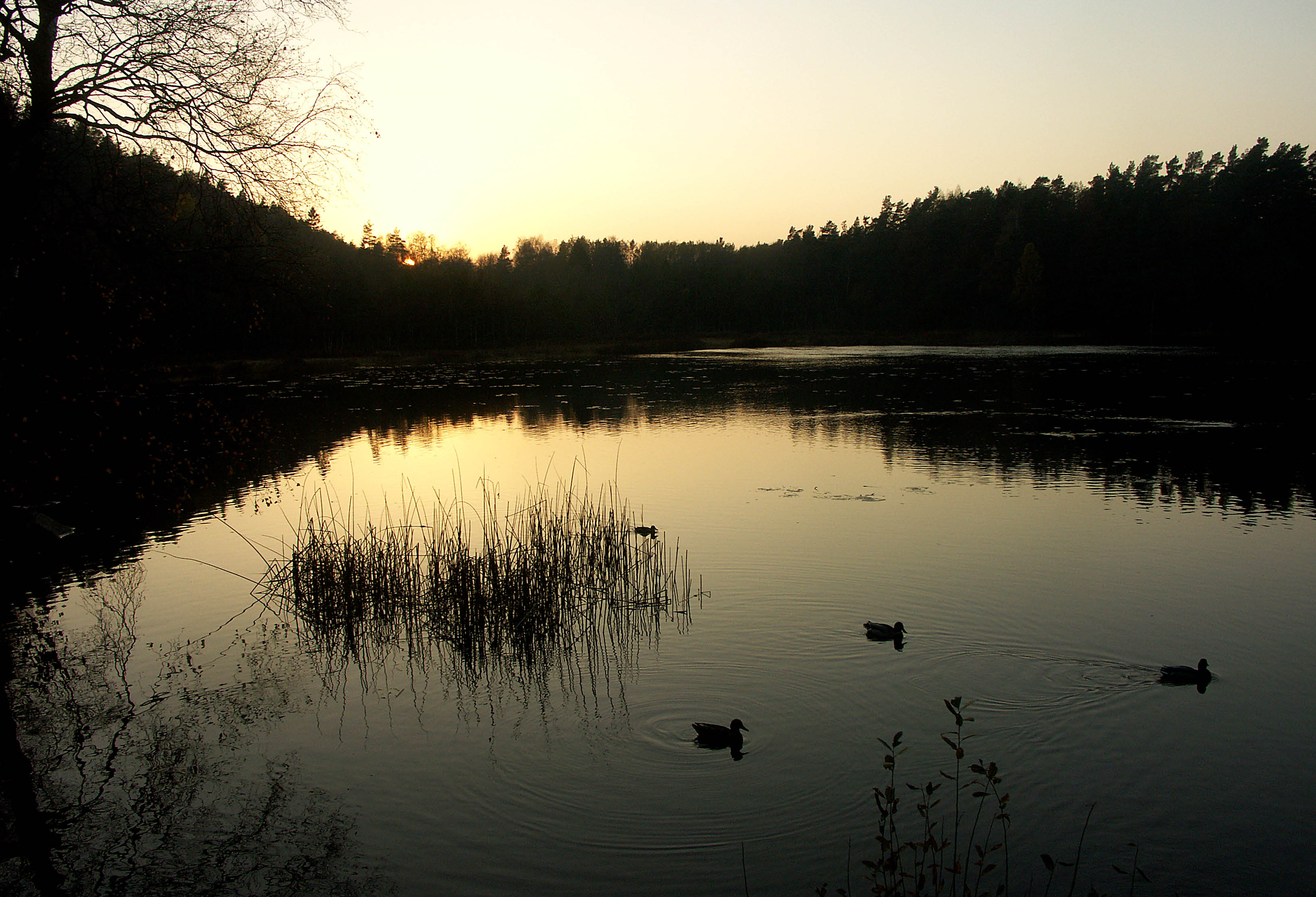
Runt dammen och in i skogen finns promenadstigar

Det finns en skola (förskola till årskurs 9) på Björndammen som för några år sedan växte och även blev högstadieskola.

## Handel och service
I de lokaler som idag utgör Björndammsskolans matsal fanns tidigare en ICA-affär men den lades ner något år efter att Ica Kvantum (som senare bytte namn till Ica Maxi) öppnat på den plats där köpcentret Allum nu ligger.
I Björndammens centrum finns det också en frisör, sjukgymnast, fritidsgård och det berömda Friskis och Svettis samt en simhall. Tidigare fanns också ett gatukök och en pizzeria som av oklara anledningar lades ner.